# IV. třída okresu Rakovník
IV. třída okresu Rakovník patří společně s ostatními čtvrtými třídami mezi desáté nejvyšší fotbalové soutěže v Česku. Je řízena Okresním fotbalovým svazem Rakovník. Hraje se každý rok od léta do jara se zimní přestávkou. Vítěz každé ze skupin postupuje do III. třídy okresu Rakovník.

## Vítězové

### IV. třída okresu Rakovník skupina A
| Ročník    | Vítězný tým              |
| --------- | ------------------------ |
| 2003/2004 | Tatran RAKO Rakovník „B“ |
| 2004/2005 | TJ Roztoky               |
| 2005/2006 | SK Olympie Rakovník      |
| 2006/2007 | Sokol Nové Strašecí „B“  |
| 2007/2008 | TJ Sokol Branov „B“      |
| 2008/2009 | SK Senomaty „B“          |
| 2009/2010 | FC Jesenice „B“          |
| 2010/2011 | FC 05 Zavidov „B“        |
| 2011/2012 | TJ Slavoj Chrášťany      |
| 2012/2013 | TJ Roztoky „B“           |
| 2013/2014 | SK Rakovník „B“          |
| 2014/2015 | TJ Slabce                |
| 2015/2016 | TJ Baník Rynholec        |
| 2016/2017 | SK Oráčov                |
| 2017/2018 | FC Jesenice „B“          |
| 2018/2019 |                          |